# Pyura gibbosa
Pyura gibbosa är en sjöpungsart som först beskrevs av Heller 1878.  Pyura gibbosa ingår i släktet Pyura och familjen lädermantlade sjöpungar. Inga underarter finns listade i Catalogue of Life.